# 葛塔諾·多尼采蒂
多米尼科·葛塔諾·玛利亚·多尼采蒂（義大利語：Domenico Gaetano Maria Donizetti，1797年11月29日—1848年4月8日），又譯董尼才第，是一位義大利著名的歌劇作曲家。他的成名作是《愛情靈藥》，最著名的代表作是1835年首演的《拉美莫爾的露琪亞》。

## 簡介
多尼采蒂出生於貝加莫一個並非音樂世家的窮苦家庭。但在1806年他成為約翰·西蒙·邁爾在貝加莫的慈善學校的第一批學生中的一員。
多尼采蒂以他的歌劇著名，不過他也寫了不少其他格式的音樂，如教會禮樂，弦樂四重奏和一些管弦樂樂曲。
他的弟弟朱塞佩·多尼采蒂在1828年成為奧斯曼帝國的宮廷音樂總監，為蘇丹馬哈茂德二世服務。
多尼采蒂作品的聲樂風格，豐富了由罗西尼和贝利尼推至流行市場的美聲歌劇基礎。這三位作曲家的作品被視為19世紀初美聲歌剧的典範之作。

## 重要作品
- 《皮馬利昂王》（Il Pigmalione，1816年）
- 《勃艮第的亨利》（Enrico di Borgogna，1818年）
- 《彼得大帝》（Pietro il grande，1819年）
- 《格拉那達的佐拉依達》（Zoraida di Granata，1822年）
- 《吉普賽女郎》（La Zingara，1822年）
- 《阿爾弗雷德大帝》（Alfredo il Grande，1823年）
- 《一個陷人困境的家庭教師》（L'ajo nell'imbarazzo，1824年）
- 《利物浦的艾米莉》（Emilia di Liverpool，1824年）
- 《阿拉霍爾在格拉那達》（Alahor in Granata，1826年）
- 《艾維達》（Elvida，1826年）
- 《維爾吉的加布里埃拉》（Gabriella di Vergy，1826年）
- 《奧利弗和帕斯誇萊》（Olivo e Pasquale，1827年）
- 《羅馬逃逸記》（L'esule di Roma，1828年）
- 《高康達王后阿林那》（Alina, regina di Golconda，1828年）
- 《加萊城的吉安尼》（Gianni di Calais，1828年）
- 《肯尼華特城堡》（Il castello di Kenilworth，1829年）
- 《大洪水》（Il diluvio universale，1830年）
- 《林勃塔茲的伊美爾達》（Imelda de' Lambertazzi，1830年）
- 《安娜·博林娜》（Anna Bolena，1830年）
- 《愛情靈藥》（L'elisir d'amore，1832年）
- 《盧克雷齊亞·波吉亞》（Lucrezia Borgia，1833年）
- 《瑪麗亞·斯圖亞達》（Maria Stuarda，1834年）
- 《拉美莫爾的露琪亞》（Lucia di Lammermoor，又名Lucie de Lammermoor），義大利語版首演於1835年，法語版首演於1839年
- 《羅伯托·德威瑞》（Roberto Devereux，1837年）
- 《阿爾巴公爵》（Le duc d'Albe，又名Il duca d'Alba，1839年）
- 《聯隊之花》（La fille du régiment，1840年）
- 《寵姬》（La favorite，1840年）
- 《村女琳達》（Linda di Chamounix，1842年）
- 《唐帕斯夸莱》（Don Pasquale，1843年）